# Rudsjön, Södermanland
Rudsjön är en sjö i Nyköpings kommun i Södermanland och ingår i Kilaåns huvudavrinningsområde. Sjöns area är 0,01 kvadratkilometer och den befinner sig 62 meter över havet.